# Dyoxen
Dyoxen war eine kanadische Thrash-Metal-Band aus Montreal, die im Jahr 1985 gegründet wurde und sich 1991 wieder auflöste.

## Geschichte
Die Band wurde im Jahr 1985 von Sänger und Gitarrist Michael Scott Sanders gegründet. Kurze Zeit später kamen Schlagzeuger Derek Rothwell und Bassist Steve Sinclair hinzu. In den Jahren 1987 und 1989 veröffentlichte die Band mit Apocalyptic Dreams und A Foot from the Edge jeweils ein Demo. Danach verließ Bassist Sinclair die Band und wurde durch Andy Morton ersetzt. Als zusätzlicher Gitarrist kam Alistair Hay zur Besetzung. Infolgedessen unterschrieb die Band einen Vertrag bei Cargo Records.
Die Band nahm ihr Debütalbum First Among Equals auf. Nach den Aufnahmen verließen Hay und Morton die Band wieder. Sinclair kam wieder als Bassist zurück zur Besetzung, als neuer Gitarrist kam Brett Stacey hinzu. Nach der Veröffentlichung des Albums folgten zwei Touren durch Kanada, wobei die Gruppe als Vorband für Gruppen wie Annihilator, Anvil, Dirty Rotten Imbeciles, Zoetrope, Razor und Sacrifice spielte. Danach trennte sich die Band von Cargo Records, was zur Auflösung gegen Ende 1991 führte.

## Stil
Die Band spielte klassischen Thrash Metal, wobei der Gesang mit dem von Joey Belladonna vergleichbar ist.

## Diskografie
- 1987: Apocalyptic Dreams (Demo, Eigenveröffentlichung)
- 1989: A Foot from the Edge (Demo, Eigenveröffentlichung)
- 1989: First Among Equals (Album, Cargo Records)